# Wes Watkins

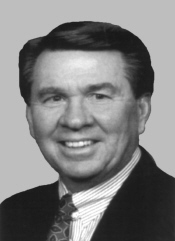
Wes Watkins

Wesley Wade „Wes“ Watkins (* 15. Dezember 1938 in De Queen, Arkansas; † 26. März 2025 in Stillwater, Oklahoma) war ein US-amerikanischer Politiker (erst Demokrat, dann Republikaner). Zwischen 1977 und 1991 sowie von 1997 bis 2003 vertrat er den dritten Wahlbezirk des Bundesstaates Oklahoma im US-Repräsentantenhaus.

## Werdegang
Wes Watkins besuchte bis 1956 die Bennington High School und studierte danach bis 1960 an der Oklahoma State University in Stillwater. Von 1960 bis 1967 war er Mitglied der Flugabteilung der Nationalgarde von Oklahoma. Zwischen 1961 und 1963 arbeitete er für das Landwirtschaftsministerium in Washington, D.C. Danach war er bis 1966 in leitender Funktion bei der University of Oklahoma angestellt.
Watkins war damals Mitglied der Demokratischen Partei. 1972 nahm er als Delegierter an der Democratic National Convention teil. In den Jahren 1975 und 1976 gehörte er dem Senat von Oklahoma an. 1977 wurde er im dritten Distrikt von Oklahoma in das US-Repräsentantenhaus gewählt, wo er am 3. Januar 1977 die Nachfolge des nach 30 Jahren nicht mehr kandidierenden Carl Albert antrat. Nachdem er in den folgenden Wahlen jeweils in seinem Amt bestätigt wurde, konnte er sein Mandat im Kongress zunächst bis zum 3. Januar 1991 ausüben. Dort war er die meiste Zeit Mitglied des Haushaltsausschusses. Im Jahr 1990 verzichtete Watkins auf eine erneute Kandidatur. Im Vorfeld der 1990 anstehenden Gouverneurswahlen bewarb sich Watkins erfolglos um die Nominierung seiner Partei für dieses Amt. Vier Jahre später, im Jahr 1994, kandidierte er als Unabhängiger erneut erfolglos für das Amt des Gouverneurs.
Bei den Kongresswahlen des Jahres 1996 strebte Watkins eine Rückkehr in das US-Repräsentantenhaus an. Die Republikaner drängten ihn, als deren Kandidat anzutreten, und boten ihm als Gegenleistung die Mitgliedschaft in allen wichtigen Kongressausschüssen an, die sich mit Haushaltsfragen befassten (Appropriations, Budget und Ways and Means). Watkins nahm das Angebot an und wurde als Republikaner erneut ins Repräsentantenhaus gewählt. Dort löste er am 3. Januar 1997 William K. Brewster ab, der 1991 seinen Sitz übernommen hatte. Nach zwei Wiederwahlen konnte Watkins bis zum 3. Januar 2003 drei weitere zusammenhängende Legislaturperioden im Kongress verbringen. Dort galt er zunächst als moderat. Sein Abstimmungsverhalten wurde aber zunehmend konservativer. Nach einer Neugliederung der Wahlbezirke in Oklahoma, bei der seine Heimatstadt Stillwater aus seinem Bezirk herausgenommen wurde, entschloss sich Watkins im Jahr 2002 nicht mehr zu kandidieren. Sein Sitz fiel dann an den Republikaner Frank Lucas.

## Einzelnachweis
1. ↑  ‘He overcame so much’: Former U.S. Rep. Wes Watkins dies at 86. In: nondoc.com. 26. März 2025, abgerufen am 26. März 2025 (englisch).